# 1793年の相撲
1793年の相撲（1793ねんのすもう）は、1793年の相撲関係のできごとについて述べる。

## 興行
- 3月場所（江戸相撲）[1]
  - 興行場所:御藏前八幡宮境内
  - 4月30日（旧3月20日）より晴天10日間興行（実際には9日目で打ち上げ）
- 7月場所（大坂相撲）[1]
  - 興行場所:難波新地
  - 8月21日（旧7月15日）より興行
- 8月場所（京都相撲）[1]
  - 興行場所:二条新地川東
  - 9月9日（旧8月5日）より興行
- 10月場所（江戸相撲）[2]
  - 興行場所:本所回向院
  - 11月29日（旧10月26日）より晴天10日間興行